# François-Marie Japhet
Pour les articles homonymes, voir Japhet (homonymie).
François-Marie Japhet est un homme politique français né le 23 mai 1762 à Tours (Indre-et-Loire) et mort le 31 mars 1829 à Bléré.

## Biographie
François-Marie Japhet est le fils de François Vincent Japhet, officier du roi, greffier en chef de l'élection de Tours, et de Marie Madeleine Robin.
Avocat à Tours en 1788, il est commissaire du directoire exécutif près l'administration du département, puis est élu député d'Indre-et-Loire au Conseil des Cinq-Cents le 22 germinal an VI. Favorable au coup d'État du 18 Brumaire, il est juge au tribunal civil de Tours. Il est révoqué en 1815, sous la Restauration.

## Sources
- « François-Marie Japhet », dans Adolphe Robert et Gaston Cougny, Dictionnaire des parlementaires français, Edgar Bourloton, 1889-1891 [détail de l’édition]